# Vild ung man
Vild ung man (engelska: Wild in the Country) är en amerikansk Elvis-film från 1961 i regi av Philip Dunne, med Elvis Presley, Hope Lange, Tuesday Weld och Millie Perkins i rollerna.
Filmen hade titeln Vild ung man vid den svenska premiären, men lanserades senare i nypremiär med titeln Mer vild än tam.

## Rollista
| Elvis Presley      | – Glenn Tyler         |
| Hope Lange         | – Irene Sperry        |
| Tuesday Weld       | – Noreen Braxton      |
| Millie Perkins     | – Betty Lee Parsons   |
| Rafer Johnson      | – Davis               |
| John Ireland       | – Phil Macy           |
| Gary Lockwood      | – Cliff Macy          |
| William Mims       | – Uncle Rolfe Braxton |
| Raymond Greenleaf  | – Dr. Underwood       |
| Christina Crawford | – Monica George       |
| Robin Raymond      | – Flossie             |